# Evelyn Wyld

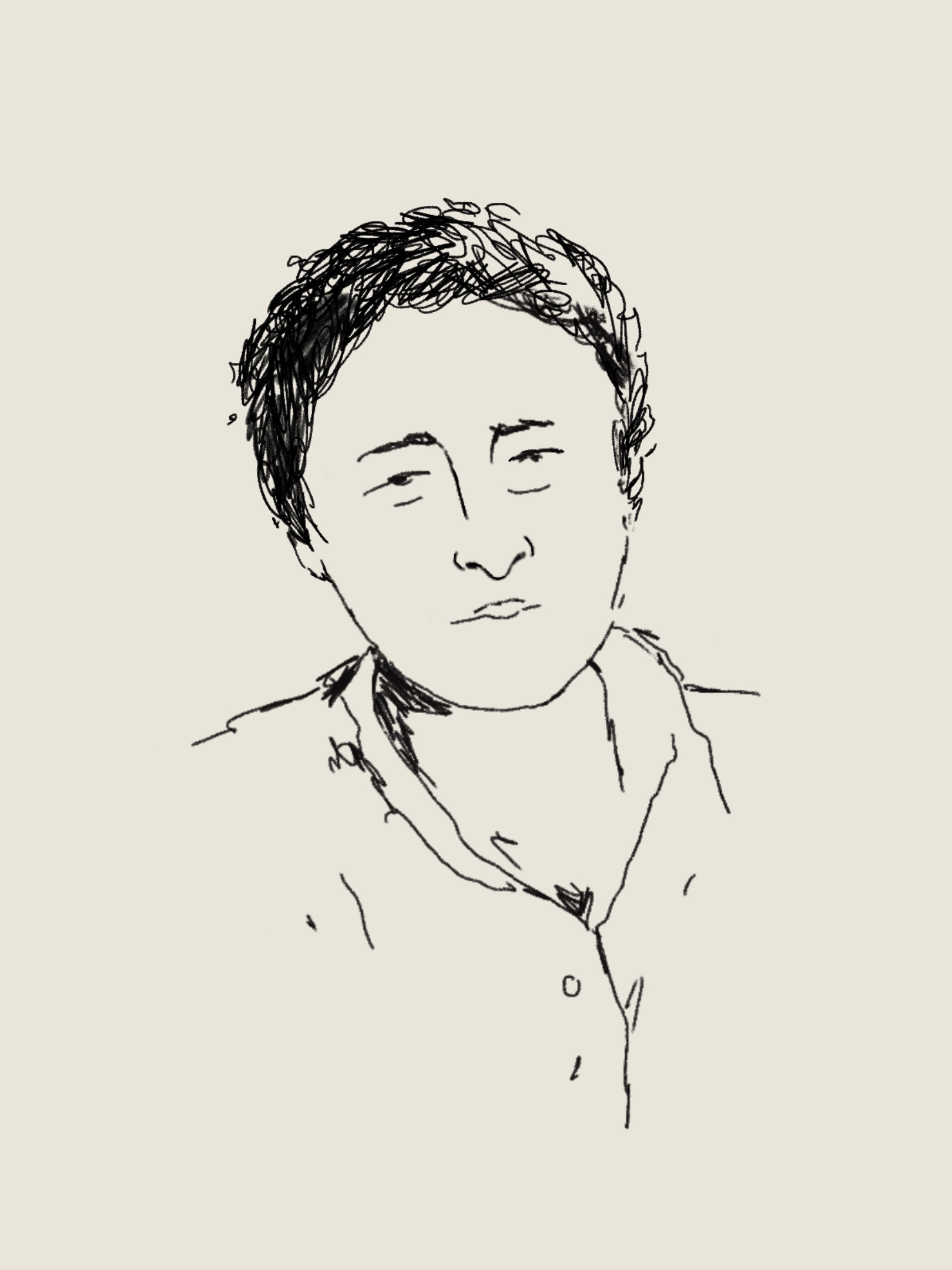
Evelyn Wyld

Evelyn Wyld, geboren als Evelyn Marion Eleonore Wyld, (* 1882 in England; † 1973) war eine britische Textildesignerin und Innenarchitektin, die Anfang des 20. Jahrhunderts in Paris lebte. Stark beeinflusst von Art déco und Moderne, war sie im Kreis um Eileen Gray und andere Pariser Berühmtheiten gestalterisch tätig. Besonders bekannt wurde sie für ihre selbstgewebten Teppiche.

## Leben und Werke
Evelyn Wyld, die in ihren frühen Jahren Cellistin am Royal College of Music in London war, zog 1907 nach Paris. 1904 hatte sie Nordafrika mit Eileen Gray bereist, deren beider Familien eng befreundet waren. In Marokko erlernten sie von arabischen Frauen das Weben von Teppichen sowie das naturbelassene Färben von Wolle. Wyld emigrierte nach Paris und eröffnete mit Gray im Jahr 1910 Arbeitsräume, die dem Weben und Entwerfen der gemeinsamen Teppicharbeiten dienten. Das Studio in der Rue Visconti 17-19, hatte circa 100 Jahre zuvor (1826-1828) dem Schriftsteller Honor de Balzac als Druckwerkstatt gedient.
Das Duo “Gray & Wyld” gestaltete Teppiche unter Einfluss des holländischen De Stijl und des russischen Konstruktivismus. Die von Wyld gewebten Wandbehänge und Teppiche waren außerdem inspiriert von Mustern und Techniken aus afrikanischen, keltischen und nordamerikanischen (indigenen) Kreisen. Wyld wählte vor allem Naturtöne sowie geometrische Formen und Muster, die laut des „American Magazine of Art“ 1930 als unkonventionell galten. Die Werke wurden in Eileen Grays 1922 eröffnetem Shop „Jean-Désert-Galerie“ in der Rue du Faubourg Saint-Honor verkauft.
1927 reiste die Autorin Elizabeth Eyre de Lanux nach Paris, um für ihre monatliche Kolumne „Letters of Elizabeth“, die im „Town and Country Magazin“ veröffentlicht wurde, „Gray & Wyld“ zu interviewen. Die US-Amerikanerin wurde von Wyld in ihr Webatelier geladen. In diesem Jahr löste sich die Arbeitsgemeinschaft von Eileen Gray und Wyld auf, die von nun an eine romantische sowie berufliche Beziehung zu Elizabeth Eyre de Lanux führte.
Gemeinsam fertigten Wyld und Elizabeth Eyre de Lanux Teppiche, moderne Möbelstücke und Raumkonzepte. Besonders häufig verwendeten sie Rindsleder, Glas, Holz und Lack. Wyld und Eyre de Lanux’ Arbeiten können als Hybrid aus Art déco und Moderne verstanden werden. Sie galten zu ihrer Zeit meist als rückschrittlich in einer Design-Szene, in der die Architektur der Moderne um Ludwig Mies van der Rohe und Le Corbusier den Ton angaben. Die Arbeiten des Paares und allgemein die Werke des Art déco galten als exklusiv, entworfen für die High Society. Wyld und Eyre de Lanux kreierten für sie im Auftrag innovative Einrichtungssysteme. Außerdem schafften sie Werke für Ausstellungen im Salon des Artistes-Décorateurs (1928 und 1929) und die erste Ausstellung der Société Union des Artistes Modernes 1930.
Nach dem Börsencrash 1929 (Schwarzer Donnerstag), musste das Paar das Studio in der Rue Visconti schließen. Daraufhin zogen sie nach Südfrankreich in Evelyn Wylds Landhaus: The Bastide Caillenco in La Roquette-sur-Siagne. Auch ihre Möbelproduktion und ihr Webstudio verlagerten sie in die Nähe der Côte d’Azur, wo sie 1932 in Cannes die Galerie „Décor“ eröffneten. Doch auch dieser Laden überlebte aufgrund der Weltwirtschaftskrise nur ein Jahr. Hierauf folgte die berufliche Trennung Wylds und Eyre de Lanux, die lebenslang Freundinnen blieben.
Über die weiteren Jahrzehnte bis zu Wylds Tod sind kaum Informationen verbreitet. Bekannt ist, dass sie 1965 ihr Kodizill bezüglich ihres Testaments und Erbes im Britischen Konsulat in Nizza unterzeichnete. Über ihr damaliges Wohnhaus, den Ort ihres Todes oder ihr Grab scheinen keine Informationen veröffentlicht. Auch über Evelyn Wylds Geburtsort und familiäre Herkunft ist bisher wenig bekannt. Da Wylds Familie mit Eileen Grays, die ein Haus in Kensington (London) besaß, eine enge Freundschaft führte, und Wyld in Kensington studierte, ist zu vermuten, dass auch Wylds familiäre Beziehungen dorther stammen.

## Lesbisches Paris
Anfang des 20. Jahrhunderts florierte die queer-lesbische Subkultur in Paris. Wenige Städte, neben Berlin, waren so offen für queere Lebensrealitäten wie die französische Hauptstadt. Der Montmartre war Zentrum des queeren Nachtlebens in den 1920er Jahren. Neben Kunstschaffenden im Musik-, Literatur- oder performativen Bereich tummelten sich auch Designerinnen wie Wyld, Eyre de Lanux und Gray in den lesbischen Kreisen. Die Szene half den Frauen unterstützende Netzwerke zu bilden und sich entgegen der heteronormativen Strukturen der Moderne zumindest in Teilen durchzusetzen. So konnten sie experimentell arbeiten und eigenständig Shops oder Galerien eröffnen, während öffentlich lesbische Lebensrealitäten häufig noch als Tabu galten, was man zum Beispiel anhand der Prozesse bezüglich des lesbischen Romans „Quell der Einsamkeit“ (Org.: The Well of Loneliness) von Radclyffe Hall sehen kann. Die öffentliche Diskussion über homosexuelle Praktiken und Beziehungen zwischen Frauen lässt nur im Ansatz vermuten, wie schwierig und gegensätzlich die gesellschaftliche Komponente von Wylds und Eyre de Lanux Beziehung gewesen sein muss. Dabei waren viele wegbrechende Figuren in der Innenarchitektur der 1920er Jahre Frauen in lesbischen Beziehungen, die zum Großteil immer noch unentdeckt sind. Bei Veröffentlichung dieser Frauen und ihrer Werke wurden ihre lesbischen Beziehungen in der Designliteratur meist verschwiegen.

## Arbeitsumfeld
Obwohl Evelyn Wyld sich mit bekannten Personen umgab, wurde sie im Laufe der Zeit von der Kunstgeschichte häufig vergessen. Meist bezeichnet als „Freundin von“, „Partnerin von“ oder „ausführende Kraft“. Ihre bekannteste Arbeitspartnerin Eileen Gray hingegen wurde zur Berühmtheit. Zwar war Eileen Grey schon während ihren Lebzeiten unter anderem durch ihre Beziehungen zu Jean Badovici, Seizo Sougawara und Le Corbusier ein bekannter Name, aber der von Joseph Rykwert 1971 veröffentlichte Artikel über die zu dem Zeitpunkt fast vergessene   Eileen Gray führte erst zu ihrer heutigen Bekanntheit. Die Auktionspreise ihrer Arbeiten spiegeln dies wider. Ihr „Dragons Armchair“ brachten 2009 bei der Versteigerungen 21,905,000 Euro ein. Auch Eyre de Lanux, deren Arbeiten, wie Grays, zum Teil zu Yves Saint Laurents Sammlung gehörten, erfreute sich an Popularität. Ihr Freundeskreis an Autorinnen und Autoren wie Ernest Hemingway schuf auch für sie einen guten Nährboden in Paris. Aber selbst Wylds Kooperationen mit Jean Dunand scheinen hingegen im Laufe der Jahre untergegangen zu sein. Der Rekord-Preis einer Auktion von Wylds Arbeit lag bei 85,294 USD. Hierbei wurde „Tapis“, ein Teppich-Entwurf von Wyld und Jean Dunand, versteigert. Ihre Solo-Arbeiten hingegen brachten geringe Beträge ein, was untermalt, dass die Bekanntheit ihrer Gleichgesinnten bis heute (unter anderem durch ihre Beziehungen zu berühmten Männern) weiter verbreitet ist, als ihre Person. Wyld, die besonders Rückhalt in lesbischen Kreisen hatte, teilt somit das Leid des historischen Vergessens mit vielen anderen Designerinnen und Denkerinnen ihrer Zeit.